# Linxi, Chongqing
Linxi (kinesiska: 临溪) är en köping i sydvästra Kina. Den ligger i Shizhu härad i storstadsområdet Chongqing, omkring 200 kilometer nordost om det centrala stadsdistriktet Yuzhong. Antalet invånare är 15 869. Befolkningen består av 7 943 kvinnor och 7 926 män. Barn under 15 år utgör 27,0 %, vuxna 15-64 år 56 %, och äldre över 65 år 16,0 %.